# 南国桜花賞
南国桜花賞（なんこくおうかしょう）は高知競馬のアラブ系古馬の重賞で、高知競馬場のダート1900メートルで開催されていた競馬の競走である。

## 概要
1985年に第1回のレースが施行され、その時の実施距離は、ダート2100メートルであった。
1999年に実施距離が2100メートルから1900メートルに変更され、それ以前の第2回（1986年開催分）も1900メートルで実施されていた。
2007年の第23回をもって廃止された。

## 歴代優勝馬
| 回数   | 施行日        | 優勝馬             | 性齢 | タイム | 優勝騎手 | 管理調教師 |
| ------ | ------------- | ------------------ | ---- | ------ | -------- | ---------- |
| 第1回  | 1985年4月28日 | セントリチカラ     | 牡8  | 2:22.0 | 鷹野宏史 | 山岡恒一   |
| 第2回  | 1986年4月29日 | プルコワスティック | 牡7  | 2:08.9 | 大内正一 | 山岡恒一   |
| 第3回  | 1987年4月12日 | ロックファースト   | 牡9  | 2:22.1 | 打越初男 | 打越慶男   |
| 第4回  | 1988年4月10日 | ウインウイング     | 牡9  | 2:25.6 | 西川敏弘 | 濱田隆憲   |
| 第5回  | 1989年4月9日  | スーパープルコ     | 牡9  | 2:21.4 | 細川忠義 | 打越慶男   |
| 第6回  | 1990年4月29日 | シオカゼイチヒメ   | 牝5  | 2:26.4 | 徳留康豊 | 打越慶男   |
| 第7回  | 1991年4月28日 | キーストーム       | 牡10 | 2:23.5 | 田中譲二 | 打越慶男   |
| 第8回  | 1992年4月12日 | キャプテンライジン | 牡10 | 2:24.5 | 鷹野宏史 | 山岡恒一   |
| 第9回  | 1993年4月18日 | ニシケンダイドウ   | 牡5  | 2:22.4 | 田中守   | 平和人     |
| 第10回 | 1994年4月10日 | トウエイホマレ     | 騸10 | 2:24.2 | 西内忍   | 打越初男   |
| 第11回 | 1995年4月16日 | トモエスター       | 牡7  | 2:21.2 | 鷹野宏史 | 堅田忠雄   |
| 第12回 | 1996年4月28日 | ハッコウマーチ     | 牡8  | 2:22.4 | 中越豊光 | 東原巳俊   |
| 第13回 | 1997年4月5日  | ラッキーイチロウ   | 牡8  | 2:20.1 | 西川敏弘 | 田中譲二   |
| 第14回 | 1998年4月26日 | ラッキーイチロウ   | 牡9  | 2:25.5 | 徳留康豊 | 田中譲二   |
| 第15回 | 1999年4月8日  | デルタフォース     | 牡9  | 2:08.7 | 中西達也 | 濱田隆憲   |
| 第16回 | 2000年4月23日 | パワーレイク       | 牡5  | 2:07.3 | 中越豊光 | 曾我心一   |
| 第17回 | 2001年4月1日  | サウンドマスター   | 牡7  | 2:09.4 | 西川敏弘 | 宮路洋一   |
| 第18回 | 2002年4月28日 | スマノガッサン     | 牡9  | 2:09.2 | 上田将司 | 雑賀秀介   |
| 第19回 | 2003年4月20日 | チーチーキング     | 牡6  | 2:08.7 | 西川敏弘 | 別府真司   |
| 第20回 | 2004年4月11日 | エスケープハッチ   | 牡4  | 2:10.1 | 西川敏弘 | 田中譲二   |
| 第21回 | 2005年4月10日 | エスケープハッチ   | 牡5  | 2:13.1 | 西川敏弘 | 田中譲二   |
| 第22回 | 2006年4月9日  | マルチジャガー     | 牡5  | 2:11.1 | 西川敏弘 | 松木啓助   |
| 第23回 | 2007年4月15日 | エスケープハッチ   | 牡7  | 2:13.0 | 西川敏弘 | 田中譲二   |